# Barrage de Kılavuzlu
Le barrage de Kılavuzlu  est un barrage en Turquie. Il est situé en aval du barrage de Menzelet et en amont du barrage de Sır.  

## Sources
- (tr) « Kılavuzlu Baraji », sur Agence gouvernementale turque des travaux hydrauliques (DSİ)